# Atenodoro, o Estoico
Atenodoro, cognominado Cordylion (em grego clássico: Αθηνόδωρος Κορδυλίων; floresceu na primeira metade do século I a.C.) foi um filósofo estoico, nascido em Tarso.
Atenodoro foi guardião da biblioteca de Pérgamo, e era um homem idoso, em 47 a.C. Na ansiedade de preservar as doutrinas de sua seita em sua pureza original, costumava suprimir, das obras dos escritores estoicos, partes que lhe pareciam errôneas ou inconsistentes.
Em sua velhice, Atenodoro mudou-se para Roma, onde viveu na casa de Catão, o Jovem até a sua morte.